# Sermaise (Maine e Loira)
Sermaise è un comune francese di 349 abitanti situato nel dipartimento del Maine e Loira nella regione dei Paesi della Loira.

## Società

### Evoluzione demografica
Abitanti censiti